# George Escol Sellers
George Escol Sellers (Filadelfia, 26 novembre 1808 – Chattanooga, 1º gennaio 1899) è stato un imprenditore, ingegnere meccanico e inventore statunitense.
Fu proprietario e amministratore di diverse attività commerciali e brevettò svariate invenzioni. Fondò una compagnia con sua fratello Charles che gli permise di brevettare una delle sue prime invenzioni: una macchina per la produzione di tubi di piombo. Negli anni '50 del XIX secolo, mentre lavorava alla costruzione della Panama Railway, ricevette diversi brevetti per le migliorie apportate alle locomotive, tra cui una motrice ferroviaria in grado di affrontare ripidi dislivelli.
Si interessò anche di archeologia, pubblicando diversi articoli, collezionando reperti e diventando un abile costruttore di punte di freccia. Alcune delle sue punte di freccia vennero esposte al National Museum of the American Indian. Si appassionò inoltre all'arte, praticandola e passando il tempo con diversi artisti.
Il nome scelto per uno dei personaggi presenti nella prima edizione di The Gilded Age: A Tale of Today, romanzo del 1873 di Mark Twain e Charles Dudley Warner, è "Colonnello Eschol Sellers". Il personaggio era inoltre simile a Sellers, il quale si oppose alle scelte degli autori, che si videro costretti ad apportare delle modifiche al libro. Il nome fu modificato in "Colonnello Mulberry Sellers", che involontariamente richiamava il quartiere di nascita dell'inventore.

## Gioventù

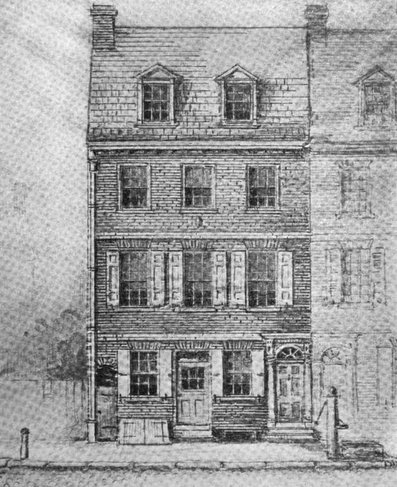
Il luogo di nascita

George Escol Sellers nacque nel quartiere di Mulberry Court di Filadelfia, vicino alla zecca, da Coleman Sellers e Sophonisba Angusciola Peale, secondo di sei figli.
La famiglia paterna annovera diversi ingegneri, tra cui Nathan Sellers, noto per i suoi lavori nell'ambito della produzione della carta; suo nonno materno era invece Charles Willson Peale. Durante gli anni di formazione lavorò al Peale's Philadelphia Museum, di cui più tardi diventò membro del consiglio d'amministrazione. Sellers frequentò scuole pubbliche, e studiò per cinque anni con un tutore, Anthony Bolmar, alla West Chester Academy di West Chester. Nel 1832 si trasferì in Inghilterra per studiare macchinari per la produzione della carta.

## Carriera e invenzioni

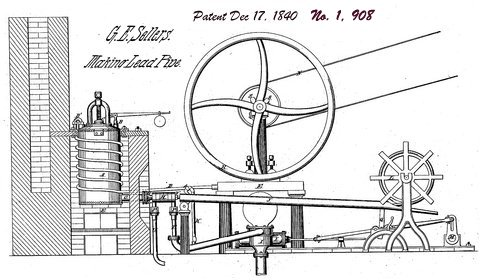
Realizzazione di tubi in piombo continuativa

Quando Sellers fece ritorno negli Stati Uniti nel 1833, iniziò a lavorare presso l'azienda di suo padre e di suo nonno, la Nathan & David Sellers, dove lavorava anche suo fratello Charles. L'azienda costruiva macchinari per la produzione di fili metallici e carta, inoltre fu la prima azienda del Paese ad utilizzare telai forgiati per la produzione di locomotive. Anche la United States Mint fu un loro cliente. Quando Nathan Sellers morì nel 1830, Coleman Sellers, insieme ai suoi due figli, assunse il controllo dell'azienda. A causa del panico del 1837, la compagnia diventò insolvente e chiuse. Il lavoro svolto da Sellers in questi anni fu per lui fonte di ispirazione per i suoi scritti di ingegneria.
Dopo la chiusura dell'azienda George e suo fratello Charles si trasferirono a Cincinnati, in Ohio, dove aprirono una fabbrica per la produzione di tubi di piombo. Sellers inventò una macchina in grado di produrre in maniera continua i tubi partendo da piombo liquido, per la quale ricevette il brevetto numero US1908A, il 17 dicembre 1840. L'azienda venne venduta e fusa ad uno dei principali produttori di tubi in piombo del Paese. In seguito Sellers, insieme a Josiah Lawrence, un uomo d'affari di Cincinnati, fondò la Globe Rolling Mills, un'azienda che produceva filamenti metallici.

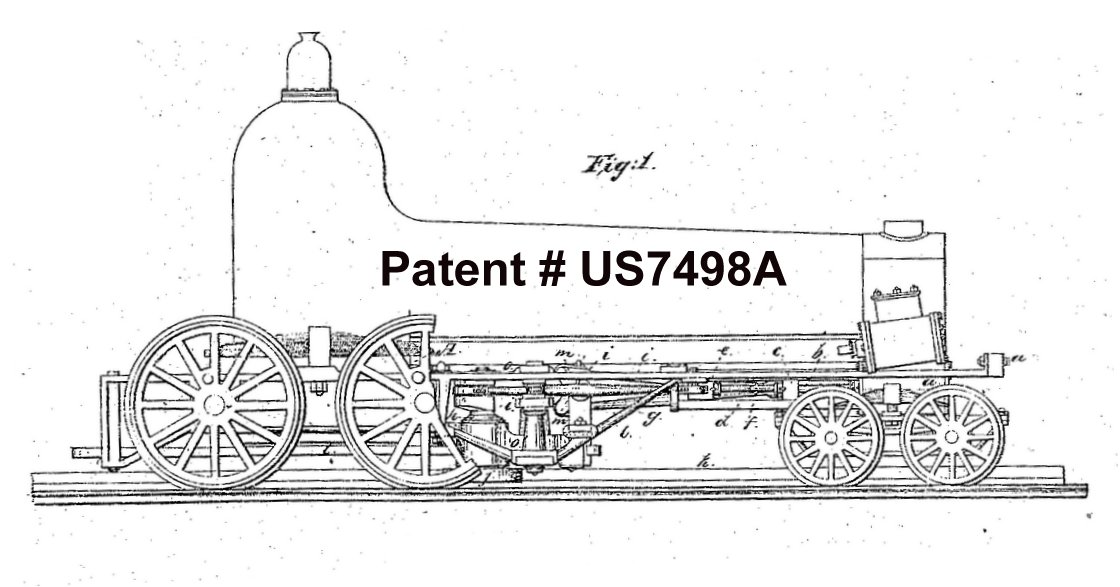
Locomotiva ferroviaria in grado di risalire ripide colline

Sellers nel 1850 vendette le sue quote dell'azienda e si dedicò alla produzione di locomotive ferroviarie per la Panama Railway, avendo precedentemente brevettato una locomotiva in grado di salire piani inclinati ripidi (brevetto numero US7498A). Durante gli anni '50 dell'800 ottenne diversi brevetti relativi alle locomotive e alle loro attrezzature, che egli stesso produceva e vendeva.
Durante la guerra civile americana, Sellers si trasferì nel sud dell'Illinois, poco distante dal fiume Ohio, dove si interessò al settore minerario. Inventò un processo per la produzione di carta partendo da fibre vegetali, per il quale ottenne il brevetto numero US41101A il 5 gennaio 1864. Nell'ultima fase della sua carriera si dedicò all'ingegneria meccanica e alla progettazione. Nel 1888 si stabilì a Chattanooga, nel Tennessee, dove morì all'età di 90 anni il 1º gennaio 1899.

## Vita privata
Sellers sposò Rachel Brooks Parrish il 6 marzo 1833, dalla quale ebbe cinque figli, inoltre adottò una figlia di suo cugino, rimasta orfana. Rachel morì il 14 settembre 1860; solamente uno dei suoi cinque figli era ancora in vita in quel momento.
Sellers ebbe un profondo interesse verso l'archeologia, scrisse diversi articoli riguardo ai reperti di Mound Builders dell'Illinois - uno di questi, pubblicato dallo Smithsonian Institution, riguardava i metodi con cui gli aborigeni costruivano saline con la terracotta. Pubblicò inoltre dettagliati articoli su come i nativi americani producevano punte di freccia e attrezzi primitivi. Diventò così abile nel costruire punte di freccia che alcuni esemplari vennero esposti al National Museum of the American Indian di Washington D.C. Aveva inoltre una vasta collezione di ceramiche utensili delle tribù preistoriche della valle dell'Ohio.
Suo nonno Charles Willson Peale e i suoi zii Rembrandt Peale e Raphaelle Peale erano noti artisti dell'epoca. Secondo l'opinione di George Escol, Raphaelle era il più dotato dei figli di Charles che avevano scelto un percorso artistico. Anche Sellers aveva un talento per l'arte, tanto che Thomas Sully lo spinse fin da giovane a diventare un ritrattista, offrendogli anche i suoi insegnamenti, tuttavia Sellers non si dimostrò interessato a perseguire questo tipo di carriera. Nonostante ciò coltivò il suo gusto per l'arte e frequentò le società di artisti lungo tutto il corso della vita. Brevettò diverse invenzioni in ambito artistico e coordinò "una delle più antiche associazioni di artisti di Filadelfia", come scrive Cope (1904)

## The Gilded Age: A Tale of Today
La prima edizione del romanzo L'età dell'oro (The Gilded Age: A Tale of Today) di Mark Twain e Charles Dudley Warner, conteneva un personaggio immaginario, descritto come un capitalista sfruttatore senza valori sociali che lo potessero redimere, chiamato "Colonnello Eschol Sellers". Il nome Eschol Sellers venne suggerito da Warner, che pose particolare attenzione sulla scelta del nome Eschol. Warner disse di aver avuto uno scambio con un certo Eschol Sellers, circa venti anni prima della pubblicazione del libro, e di aver scelto quel nome data la sua rarità. Aggiunse in seguito al riguardo:
Il Dottor J.H. Barton - un amico che Sellers e Warner avevano in comune - vedendo la descrizione che si faceva del personaggio, spinse Warner a non utilizzare il nome Eschol. Warner quindi inviò una missiva a Sellers, tramite Barton, spiegando che le somiglianze non erano intenzionali. Il 1 gennaio 1874 Sellers rispose, minacciando di fare causa agli scrittori se questi non avessero modificato il nome, inoltre chiese l'inserimento di un disclaimer riguardante l'utilizzo del nome. Warner accettò i termini e promise i modificare il nome nelle successive edizioni del libro. Twain, nel suo romanzo Il pretendente americano, menziona in una nota all'inizio del libro, il fatto che il personaggio di Mulberry Sellers, presente all'interno del romanzo, sia lo stesso Eschol Sellers della prima edizione del libro L'Età dell'Oro (mutato poi in Beriah Sellers in quelle successive): il nome venne cambiato in Mulberry, per la stessa ragione che portò gli autori a modificarlo in Beriah. Accidentalmente Mulberry è lo stesso nome del quartiere in cui George Escol Sellers crebbe.

## Pubblicazioni
- Improvements in Locomotive Engines, and Railways
- Early Engineering Reminiscences (1815-40) of George Escol Sellers